# Kanton El Guabo
Der Kanton El Guabo befindet sich in der Provinz El Oro im Süden von Ecuador. Er besitzt eine Fläche von 607,5 km². Im Jahr 2020 lag die Einwohnerzahl schätzungsweise bei 63.640. Verwaltungssitz des Kantons ist die Stadt El Guabo mit 22.172 Einwohnern (Stand 2010). Der Kanton El Guabo wurde am 7. September 1978 eingerichtet.

## Lage
Der Kanton El Guabo befindet sich an der Pazifikküste im Nordosten der Provinz El Oro. Der Kanton erstreckt sich über die flache Küstenebene östlich des Golfs von Guayaquil. Im Südwesten befindet sich die Flussmündung des Río Jubones. Der höchste Punkt im Kanton liegt auf einer Höhe von etwa 472 m. Es wird großflächig bewässerte Landwirtschaft betrieben. Der Hauptort El Guabo befindet sich 13,5 km östlich der Provinzhauptstadt Machala. Die Fernstraße E25 von Santa Rosa nach Naranjal führt an El Guabo vorbei.
Der Kanton El Guabo grenzt im Westen an den Pazifik, im Norden an den Kanton Balao der Provinz Guayas, im Nordosten an die Kantone Camilo Ponce Enríquez und Pucará der Provinz Azuay, im Südosten an den Kanton Pasaje sowie im Südwesten an den Kanton Machala.

## Verwaltungsgliederung
Der Kanton El Guabo ist in die Parroquia urbana („städtisches Kirchspiel“)
- El Guabo

und in die Parroquias rurales („ländliches Kirchspiel“)
- Barbones
- La Iberia
- Río Bonito
- Tendales

gegliedert.